# Heinrich Christian Funck
Heinrich Christian Funck (Wunsiedel, Baviera, 22 de noviembre de 1771 – Gefrees, 14 de abril de 1839) fue un farmacéutico, botánico, y briólogo alemán, cofundador de la Sociedad Botánica de Ratisbona.

## Biografía
Recibió su primera formación en Farmacia en Ratisbona, y subsecuentemente estudió en Salzburgo, Erlangen y en Jena. En 1803 adquirió la farmacia familiar en Gefrees, de donde realizó investigaciones sobre criptógamas, especialmente briófitas. Llevó a cabo investigaciones botánicas en el cercano Fichtelgebirge, y también organizó excursiones a los Alpes de Salzburgo , Italia, Suiza, et al.
En 1834 enajena la farmacia de Gefrees con el fin de dedicar más tiempo y energía a la botánica. Falleció de un derrame cerebral en Gefrees el 14 de abril de 1839.

## Algunas publicaciones
- Kryptogamische Gewächse des Fichtelgebirges (Plantas criptógamas de Fichtelgebirge). Diecisiete libros, Leipzig (1803-1808)
- Deutschlands Moose- ein Taschen-Herbarium zum Gebrauch bei Excursionen (Musgos de Alemania - texto de bolsillo para el uso en excursiones de herbario). Birne, Bayreuth (1820)

- La abreviatura «Funck» se emplea para indicar a Heinrich Christian Funck como autoridad en la descripción y clasificación científica de los vegetales.[1]